# Килей-Казаккулово
Килей-Казаккулово — деревня в Альменевском районе Курганской области России. Входит в состав Казенского сельсовета.

## География
Деревня находится на юго-западе Курганской области, в пределах южной части Западно-Сибирской равнины, в лесостепной зоне, к югу от озера Алаколь, на расстоянии примерно 18 километров (по прямой) к юго-западу от села Альменева, административного центра района. Абсолютная высота — 173 метра над уровнем моря.
Климат
Климат характеризуется как континентальный с недостаточным увлажнением, холодной малоснежной зимой и тёплым сухим летом. Средняя многолетняя температура самого холодного месяца (января) составляет −17,7°С, температура самого тёплого (июля) — +25,2°С. Среднегодовое количество осадков — 370—380 мм. Снежный покров держится в течение 150—160 дней в году.
Часовой пояс
Деревня Килей-Казаккулово, как и вся Курганская область, находится в часовой зоне МСК+2. Смещение применяемого времени относительно UTC составляет +5:00.

## История
До 1917 года входила в состав Катайской волости Челябинского уезда Оренбургской губернии. По данным на 1926 год состояла из 47 хозяйств. В административном отношении входила в состав Шарыповского сельсовета Катайского района Челябинского округа Уральской области.

## Население
| 1926 | 1989 | 2002 | 2010 |
| ---- | ---- | ---- | ---- |
| 240  | ↘185 | ↘156 | ↘115 |

По данным переписи 1926 года в деревне проживало 240 человек (107 мужчин и 133 женщины), в том числе: русские составляли 100 % населения.
Гендерный состав
По данным Всероссийской переписи населения 2010 года в гендерной структуре населения мужчины составляли 53 %, женщины — соответственно 47 %.
Национальный состав
Согласно результатам Всероссийской переписи населения 2002 года, в национальной структуре населения русские составляли 56 %, башкиры — 42 %.

## Улицы
Уличная сеть населённого пункта состоит из трёх улиц.